# Parafia Narodzenia Najświętszej Maryi Panny w Wyszynie
Parafia Narodzenia Najświętszej Maryi Panny w Wyszynie - rzymskokatolicka parafia położona w zachodniej części gminy Władysławów oraz południowej części gminy Krzymów. Administracyjnie należy do dekanatu kościeleckiego (diecezja włocławska). Zamieszkiwana przez 1945 wiernych.

## Duszpasterze
- proboszcz: ks. Włodzimierz Pawłowski (od 2014)
- rezydent: ks. kan. Mieczysław Piotrowski

## Kościoły
- kościół parafialny: Kościół Narodzenia NMP w Wyszynie

## Historia
Parafia powstała prawdopodobnie w 1379, kiedy ówczesny biskup płocki Jakub Dryja Grodzicki poświęcił kościół w Wyszynie. Od XVI do drugiej połowy XVIII wieku świątynia została zamieniona na zbór protestancki, a mieszkańcy zmuszeni zostali do uczęszczania do katolickiego kościoła św. Wita w Tuliszkowie. Po raz drugi parafia została pozbawiona kościoła w 1769, kiedy podczas walk konfederacji barskiej zburzono świątynię oraz pobliski zamek.
Obecny kościół parafialny został ufundowany w 1782.
Wzniesiony z fundacji Rafała Górowskiego, kasztelana przemęckiego, właściciela wsi.  Konstrukcji wieńcowej, oszalowany. Wybudowany w formie rotundy na planie szesnastoboku o wysokości ponad 20 m. Do korpusu głównego przylegają trzy pomieszczenia sześcioboczne: kaplica, kruchta i zakrystia. Dach kopulasty w kształcie dzwonu, łamany, zwieńczony latarnią.  Wewnątrz strop płaski wsparty na ośmiu kolumnach ustawionych na murowanych cokołach. Na stropie rzeźby Oka Opatrzności w glorii i trzech aniołów z symbolami cnót kardynalnych. Odnowiony m.in. na początku XX w. i w latach 1956-1957. W 2003 przywrócono pierwotne pokrycie dachu gontami.

## Informacje ogólne
W skład granic administracyjnych parafii wchodzą:
- gmina Krzymów
  - Adamów
  - Depaula
  - Ignacew
  - Kałek
  - Smólnik
  - Teresina
  - Wierzchy
- gmina Władysławów
  - Beznazwa
  - Jabłonna
  - Przyborów
  - Stawki
  - Tarnowski Młyn
  - Wyszyna

Odpusty parafialne:
- 8 września - święto Narodzenia Najświętszej Maryi Panny